# Мутала Исстадион
Мутала Исстадион (швед. Motala Isstadion) — спортивное сооружение в Мутале, Швеция. Сооружение предназначено для проведения матчей по хоккею с мячом. Арену для домашних игр использует команда по хоккею с мячом Мутала. Трибуны спортивного комплекса вмещают 5 225 зрителей.
Открыта арена в 2008 году.
Инфраструктура: искусственный лёд.

## Информация
Адрес: Мутала, Bangårdsg, 1 (Motala)